# Samoubojica (1985.)
Samoubojica je hrvatski televizijski dramski film iz 1985. godine, redatelja i scenarista Vanče Kljakovića. Zasnovan prema motivima novele „Sunce i sjena“ Luigija Pirandella.
Premijerno prikazan 23. rujna 1985. na Prvom programu Televizije Zagreb.
Film istražuje psihološke i emotivne krajnosti, tematizirajući čovjekovu potragu za smislom u vremenu nesigurnosti i otuđenosti. Radnja je smještena u tadašnji suvremeni Zagreb i njegovu okolicu, a likovi su prilagođeni društvenoj i psihološkoj stvarnosti. Tako nastaje priča s prepoznatljivom lokalnom atmosferom, koja unatoč suvremenom okruženju, zadržava pirandelovsku dubinu i univerzalnost.

## Radnja
Glavni junak, suočen s egzistencijalnom krizom i osjećajem besmisla, odlučuje okončati svoj život. No, neočekivani susret s neznancem preokreće njegovu perspektivu i vraća mu želju za životom. Ova drama istražuje psihološke i emotivne krajnosti, tematizirajući čovjekovu potragu za smislom u vremenu nesigurnosti i otuđenosti.

## Glumačka postava
- Božidar Boban kao Ivan Mežnar
- Ana Karić kao Melita
- Zoja Odak kao Smiljana Krancer
- Relja Bašić kao Francek Livadić
- Vesna Orel kao Rezika
- Dušan Gojić kao Jura
- Ivica Zadro kao činovnik
- Ivo Rogulja kao apotekar
- Ivan Lovriček kao zatvorski čuvar
- Boro Jovanović kao kočijaš
- Mirela Štor kao Mici
- Nikolina Štor kao Lizika

## Vanjske poveznice
- Allegro con brio u internetskoj bazi filmova IMDb-a